# Scutobelbila
Suctobelbila – rodzaj roztoczy z kohorty mechowców i rodziny Suctobelbidae.
Rodzaj ten został opisany w 1937 roku przez Artura Paula Jacota. Gatunkiem typowym wyznaczono Suctobelbila punctillata.
Mechowce te mają igłowate szczękoczułki i pojedynczy guzek pośrodku bruzdy dorsosejugalnej. Ich notogaster pokryty jest guzkami. Szczeciny notogastralne występują w liczbie 10 par, genitalne 6 par, a analne 2 par.
Rodzaj rozprzestrzeniony w strefie tropikalnej i subtropikalnej.
Należy tu 35 opisanych gatunków:
- Suctobelbila approximata Balogh, 1968
- Suctobelbila baderi Mahunka, 1988
- Suctobelbila cornuta Balogh y Mahunka, 1974
- Suctobelbila densipunctata Chinone, 2003
- Suctobelbila dentata (Hammer, 1961)
- Suctobelbila elizabethae Jacot, 1938
- Suctobelbila endroedyyoungai Mahunka, 1985
- Suctobelbila excavata Mahunka, 1974
- Suctobelbila fissurata Hammer, 1979
- Suctobelbila fonticula Hammer, 1975
- Suctobelbila globulifera (Balogh, 1958)
- Suctobelbila hauseri Mahunka, 1974
- Suctobelbila kiyosumiensis Chinone, 2003
- Suctobelbila longitudinalis Balogh y Mahunka, 1974
- Suctobelbila margaritata Balogh y Mahunka, 1980
- Suctobelbila minima Hammer, 1979
- Suctobelbila multituberculata Hammer, 1979
- Suctobelbila neonominata Subías, 2004
- Suctobelbila penniseta Chinone, 2003
- Suctobelbila peruensis Woas, 1986
- Suctobelbila pocsi Balogh y Mahunka, 1980
- Suctobelbila popovi  Gordeeva, 2004
- Suctobelbila pulchella (Hammer, 1962)
- Suctobelbila punctillata Jacot, 1937
- Suctobelbila quinquenodosa Balogh, 1968
- Suctobelbila scutata Hammer, 1972
- Suctobelbila sexnodosa Balogh, 1968
- Suctobelbila spicata Jacot, 1938
- Suctobelbila squamosa (Hammer, 1961)
- Suctobelbila suctobelboides Balogh, 1970
- Suctobelbila transrugosa  Mahunka, 1986
- Suctobelbila tripartita Balogh y Mahunka, 1974
- Suctobelbila tuberculata Aoki, 1970
- Suctobelbila undulata Hammer, 1979
- Suctobelbila waterhouseri Balogh, 1970